# 锡宁布
锡宁布是巴西南大河州的一个市镇。总面积510.12平方公里，总人口10315人，人口密度20.2人/平方公里。